# مسجد محمد بن أبى بكر الصديق (القاهرة)
جامع محمد بن أبي بكر الصديق (مصر القديمة) ، هو أحد المساجد التي انشئت في عصر الدولة الايوبية في مصر، يقع بشارع باب الوداع بمصر القديمة، ويعرف الجامع باسم محمد الصغير، كما كان يعرف باسم زمام، أعيد بناء المسجد في القرن التاسع الهجري سنة 830 هجرية (1426م) في عهد السلطان الأشرف سيف الدين برسباي.

## وصفه
يعتبر المسجد من الجوامع المعلقة إذ يصعد إليه بمجموعة من الدرجات، ويقع المدخل الرئيسى في الجهة الشمالية المواجهة لحائط القبلة ويتكون من عقد كبير مرتفع ذى ثلاثة فصوص، ملئ تجويفه بمجموعة من الدلايات المنحوتة في الحجر. والمسجد من الداخل مغطى كله وفي الركن الشمالي الغربي منه توجد غرفة الضريح، التي ترجع عمارتها إلى العصر المملوكي، وهي عبارة عن مربع تحيط به أربعة عقود وكانت تعلوها قبة سقطت هي والجزء العلوى من المئذنة أثر زلزال أطاح بهما، والسقف مغطى الآن بألواح خشبية.
وتعلو المئذنة مدخل المسجد وتتكون من ثلاث دورات: الأولى مربعة، والثانية مثمنة وبكل وجهة من أوجهه المثمن تجويف مخلق في جانبيه عمودان، وبه فتحة واحدة يتقدمها شرفة للمؤذن. ويفصل بين الدورة الثانية والثالثة شرفة خشبية، أما الدورة الثالثة فهى مجددة وترجع إلى العصر العثماني وهي تشبه المسلة أو طرف القلم الرصاص.

## روابط خارجية
- آثار القاهرة الإسلامية نسخة محفوظة 31 مايو 2014 على موقع واي باك مشين.